# Хушвахтзода, Кобилджон Хушвахт

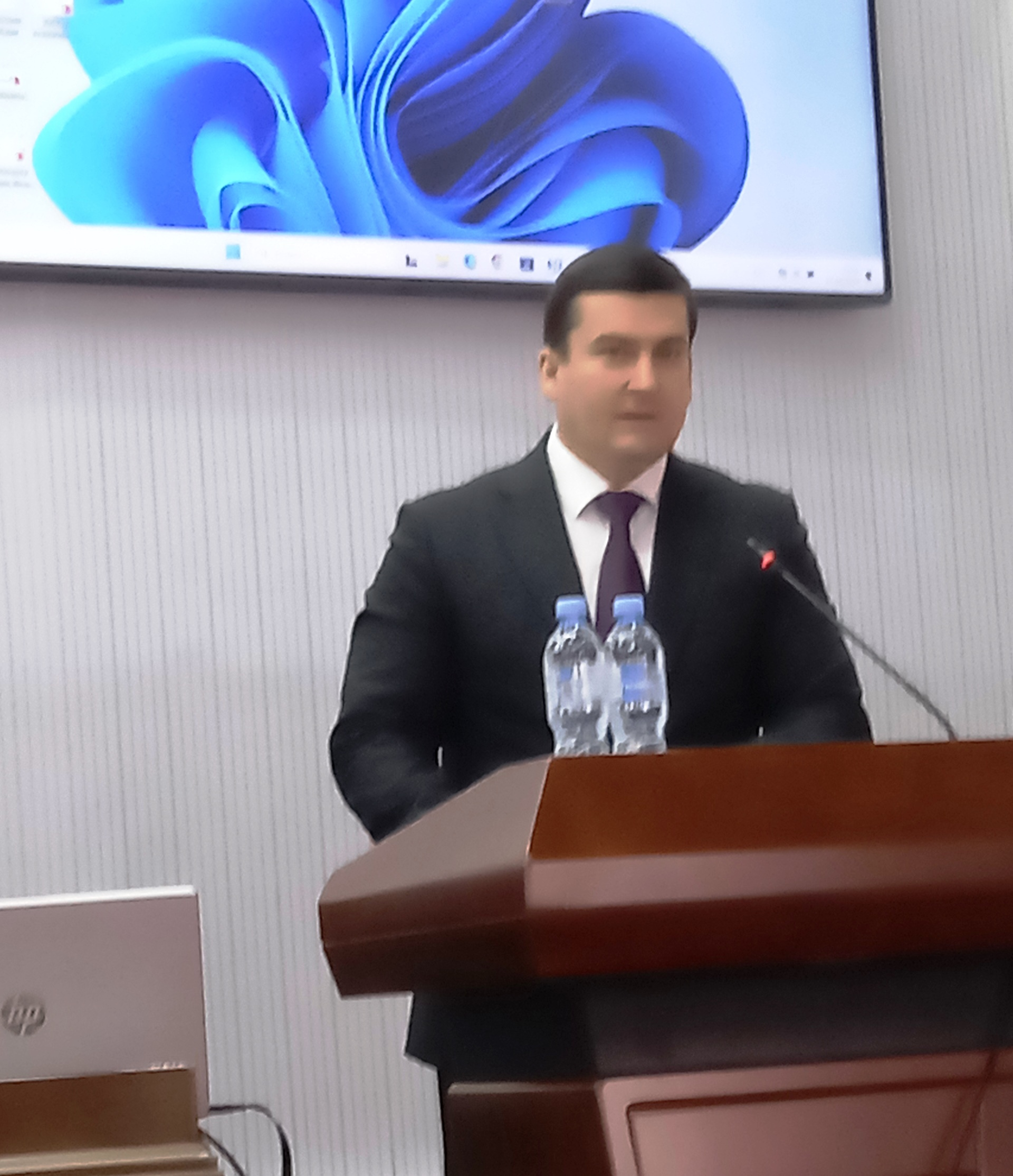

Кобилджон Хушвахтзода Хушвахт (тадж. Қобилҷон Хушвахтзода Хушвахт, до 2019 года Кобилджон Хушвахтович Барфиев, тадж. Қобилҷон Хушвахтович Барфиев; 5 июня 1982, Дангаринский район, Кулябская область) — таджикский экономист, доктор экономических наук, профессор. Президент НАН Республики Таджикистан (с 2024).

## Биография
Родился 5 июня 1982 года в Дангаринском районе в семье учителя.
Начальное образование получил в 1989—1999 годах в средней школе № 2 Дангаринского района.
В 2004 году окончил учётно-экономический факультет Таджикского государственного национального университета по специальности «Бухгалтерский учёт, анализ и аудит».

## Деловая активность
Ассистент кафедры «Экономический анализ и аудит» учетно-экономического факультета Таджикского национального университета (ТНУ) (2004—2011 гг.), заместитель декана по науке и образованию ТНУ (2005—2009 гг.), заместитель декана по воспитательной работе ТНУ (2009—2013 гг.), и. о. заведующего кафедрой экономического анализа и аудита ТНУ (2011—2012 гг.), заведующий кафедрой экономического анализа и аудита ТНУ (2013—2017 гг.), заведующий кафедрой бухгалтерского учета ТНУ (2018—2019 гг.), декан финансово-экономического факультета (2019—2020 гг.) .
Постановлением Правительства Республики Таджикистан от 27 января 2020 года назначен ректором Таджикского национального университета.
Президент Национальной академии наук (НАН) Таджикистана с 16 января 2024 года; стал преемником Ф. К. Рахими в этой функции.

## Научная деятельность
Основным предметом исследований Хушвахтзоды являются вопросы, связанные с теоретико-методологическими основами сельскохозяйственной продукции как объекта учёта и анализа, формирование и организация системы учёта производства конкурентоспособной продукции, экономико-статистический анализ конкурентоспособности сельскохозпродукции, а также организационно-производственные факторы, влияющие на неё в условиях современной экономики. Хушвахзода является автором более 170 научных публикаций по тематике, касающейся основ сельскохозяйственного производства как объекта учетно-аналитической системы, формирования и организации системы учета производства конкурентоспособной продукции, экономико-статистического анализа конкурентоспособности сельскохозяйственной продукции, учета и исследования, оценки и анализа влияния на конкурентоспособность сельскохозяйственной продукции и др.

## Призы и награды
Хушвахтзода К. Х. награждён «Почетной грамотой» ТНУ (2003, 2006, 2010, 2014, 2018, 2019), премией имени И. Сомони для молодых учёных в области науки и техники (отрасль экономики) — 2012 г. Заслуженный работник образования Таджикистана (2012 г.). Также награждён почётной грамотой и премией Академии наук Республики Таджикистан для молодых учёных (2014 г.).

## Критика
«Диссернетом» в кандидатской диссертации Хушвахтзоды (тогда носившего фамилию Барфиев) был обнаружен плагиат.